# El-P
Джейми Мелин (англ. Jaime Meline; род. 2 марта 1975, Бруклин, Нью-Йорк), более известный как El-P (Эл-Пи) — американский рэпер и предприниматель. Сначала вошёл в состав коллектива Company Flow и на протяжении десятилетия был главной движущей силой в альтернативном рэпе. Он является соучредителем, владельцем и генеральным директором звукозаписывающей компании Definitive Jux, а также участником проектов The Weathermen и Cardboard City. В 2013 году вместе с Киллер Майком основал дуэт Run the Jewels, в составе которого они выпустили четыре альбома.

## Биография
Сын джазового пианиста Гарри Киса, El-P был вовлечён в хип-хоп-культуру Нью-Йорка в раннем возрасте. Из-за проблем с властями он был исключён из нескольких школ, после чего решил начать карьеру в музыке. На вечеринке Мелин, отмечавший 18-летие, сошёлся с Mr. Len, которого он нанял в качестве диджея. Вскоре они стали друзьями, а в 1993 году основали Company Flow и выпустили на виниле сингл «Juvenile Techniques». Позже к группе присоединился Bigg Jus, и в 1996 году у трио вышел первый мини-альбом Funcrusher. Ставшие объектом борьбы крупных рекорд-лейблов, Company Flow не спешили подписывать контракт, рассчитывая заключить его на своих условиях. В итоге группа остановила свой выбор на Rawkus Records, издавшей их дебютный студийный альбом Funcrusher Plus (1997).
Выпустив там же инструментальный альбом под названием Little Johnny from the Hospitul: Breaks & Instrumentals Vol.1 (1999), Company Flow покинули Rawkus из-за разногласий между El-P и лейблом. El-P решил создать собственную звукозаписывающую компанию Definitive Jux, вскоре занявшую видное положение, благодаря успеху у критиков таких альбомов, как The Cold Vein группы Cannibal Ox и Labor Days рэпера Aesop Rock.
В 2001 году Company Flow мирно расстались, и в следующем году El-P выпустил дебютный сольный альбом Fantastic Damage, получивший широкое признание критиков. В 2004 году El-P в сотрудничестве с Blue Series Continuum записал альбом в стиле джаз-фьюжн High Water, который получил положительные отзывы от обозревателей хип-хопа и джаза, а также более мейнстримовых критиков. В 2005 году вышел в свет сборник Collecting the Kid, включавший в себя работы из High Water и несколько дополнительных треков неизвестного происхождения. Второй студийный альбом El-P I’ll Sleep When You’re Dead был выпущен 20 марта 2007 года. Он получил в целом положительные отзывы и стал на тот момент наиболее успешным в коммерческом отношении релизом El-P, заняв 78-е место в американском чарте Billboard 200.
Третий студийный альбом Cancer 4 Cure вышел в 2012 году. В этом же году у рэпера Killer Mike вышел альбом R.A.P. Music, полностью спродюсированный El-P. Позже, в 2013 году они записали совместный альбом Run The Jewels, сформировавшись в одноимённую группу. За музыкальное сопровождение на альбоме также отвечал El-P.
24 октября 2014 года альбом Run The Jewels 2 стал доступен для бесплатного скачивания на официальном сайте проекта. Участие в записи принимали Zack De La Rocha (Rage Against The Machine), Gangsta Boo (Three 6 Mafia), Travis Barker (Blink 182), BOOTS, Diane Coffee. Продакшен, как и в первом альбоме, полностью лёг на плечи El-P.

## Дискография

### Сольные студийные альбомы
- Fantastic Damage (Definitive Jux, 2002)
- High Water (Thirsty Ear, 2004)
- Collecting the Kid (Definitive Jux, 2004)
- I’ll Sleep When You’re Dead (Definitive Jux, 2007)
- Cancer 4 Cure (Fat Possum, 2012)

### Инструментальные и ремиксовые альбомы
- El-P Presents Cannibal Oxtrumentals (инструментальная версия альбома Cannibal Ox The Cold Vein 2001 года) (Definitive Jux, 2002)
- FanDam Plus: Instrumentals, Remixes, Lyrics & Video (Definitive Jux, 2002)

### Микстейпы
- Weareallgoingtoburninhell (Definitive Jux, 2003)
- Weareallgoingtoburninhellmegamixx2 (Definitive Jux, 2008)
- Weareallgoingtoburninhellmegamixxx3 (Gold Dust, август 2010)

### В составе Run The Jewels
- Run The Jewels (Fool’s Gold, 2013)
- Run The Jewels 2 (Mass Appeal, 2014)
- Run The Jewels 3 (2016)
- RTJ4 (2020)